# Elizabeth Sherman Lindsay

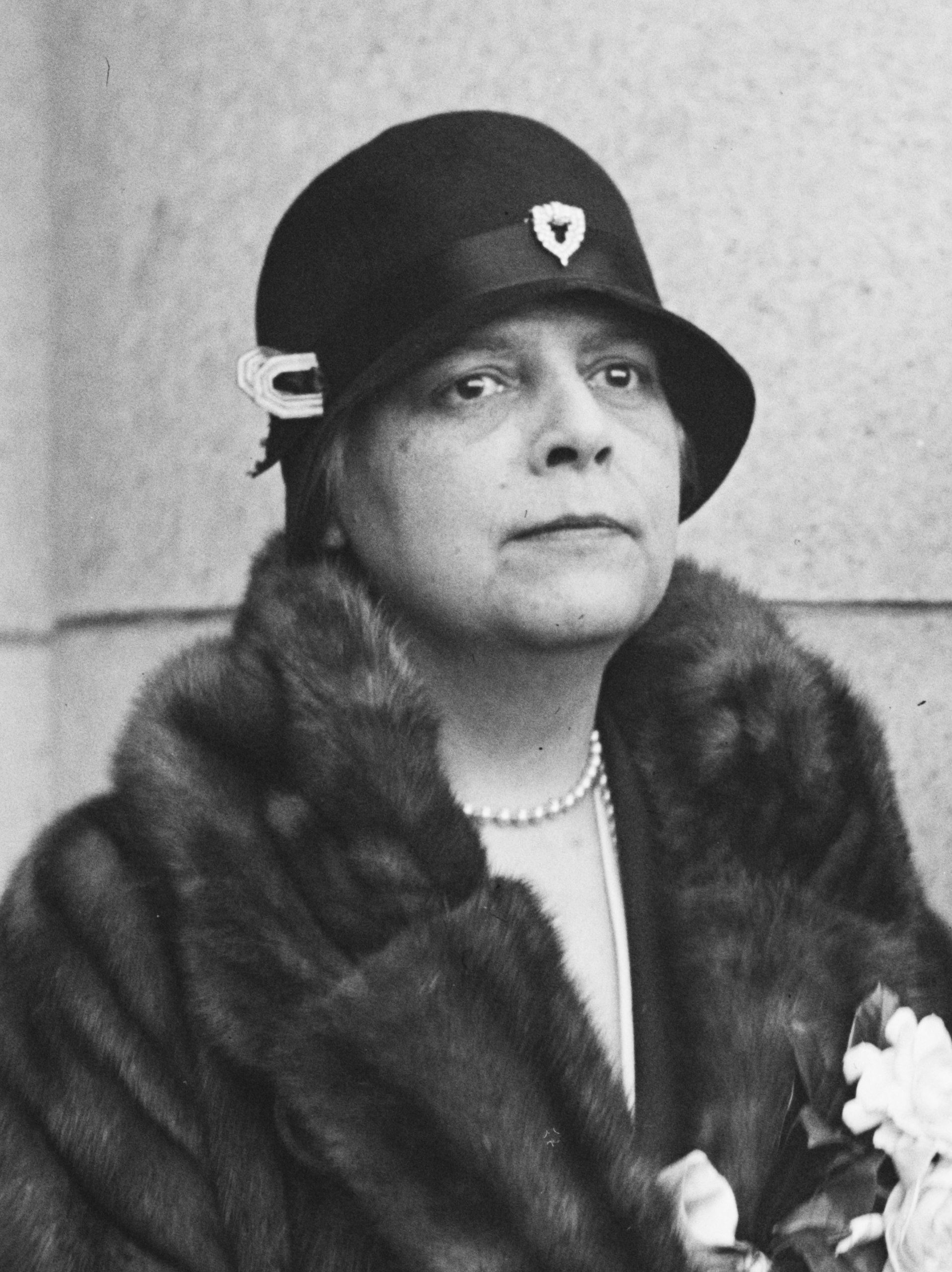
Elizabeth Sherman Lindsay

Elizabeth Sherman Lindsay, geboren Elizabeth Sherman Hoyt (* 16. Oktober 1885; † 3. September 1954) war eine US-amerikanische Landschaftsarchitektin und eine Verantwortliche des Amerikanischen Roten Kreuzes im Ersten Weltkrieg. Lindsay war die Frau des britischen Diplomaten Sir Ronald Charles Lindsay.

## Leben
Lindsay wurde als Elizabeth Sherman Hoyt geboren, die Tochter des amerikanischen Finanziers und Industriellen Colgate Hoyt (1849–1922); ihre Mutter, Lida Sherman, war die Nichte des Bürgerkriegsgenerals William Tecumseh Sherman und von John Sherman, der sowohl Außenminister wie auch Finanzminister der Vereinigten Staaten war. Der Wohnsitz der Familie war Eastover, ein 173 Hektar großes Anwesen in Centre Island auf Long Island. Sie hatte drei ältere Geschwister namens Sherman, Ann und Colgate. Die Mutter starb am 15. September 1908, woraufhin Elizabeth Herzprobleme entwickelte. Sie leitete Eastover, bis ihr Vater mit Katherine Cheeseman ein zweites Mal heiratete.
Lindsay wurde an Privatschulen in New York City erzogen. Mit dem festen Willen, Landschaftsarchitektin zu werden, studierte sie ab 1909 für zwei Jahre Botanik und Gartenbau am Arnold-Arboretum in Massachusetts unter der Aufsicht des Leiters Charles Sprague Sargent. Ihr Vorbild und Mentorin war Beatrix Jones, die spätere Beatrix Farrand, die Gestalterin der Gärten von Dumbarton Oaks. Sie arbeitete zwei Jahre lang in Jones’ New Yorker Büro. Im Oktober 1914, nachdem sie sowohl in Europa als auch in den Vereinigten Staaten Gärten bereist und studiert hatte, machte sie sich in New York selbstständig. Die Arbeit bestand hauptsächlich aus kleinen Aufträgen an der Gold Coast, der Gegend, in der sie aufgewachsen war, und in Cleveland, Ohio, wo noch Mitglieder ihrer Familie lebten.
Mit dem Ausbruch des Ersten Weltkriegs ging Lindsay nach Washington und lebte im Haus von Henry Adams am Lafayette Square, Washington, D.C., dem langjährigen Freund und Begleiter ihrer Tante Elizabeth Sherman Cameron. Sie wurde Assistentin von Martha Lincoln Draper in der Zentrale des Amerikanischen Roten Kreuzes. Draper und Lindsay wurden im Juli 1917 nach Frankreich geschickt, um die Standardisierung von Krankenhauskleidung und -verbänden vorzunehmen und die Arbeitsbedingungen der Frauen zu untersuchen. Im Oktober 1917, nach ihrer Rückkehr in die Zentrale des Roten Kreuzes in Washington, wurde Lindsay Leiterin des neu geschaffenen United States Women's Bureau, das sie aber zeitnah wegen Ineffektivität in der Organisation wieder auflöste. Während ihres Einsatzes in Frankreich während des Krieges entwickelte Lindsay eine enge Freundschaft mit Robert Woods Bliss und Mildred Barnes Bliss, den späteren Gründern von Dumbarton Oaks in Washington, D.C. Lindsay wurde eine Führungskraft im Stab des Generaldirektors des Roten Kreuzes in der Kriegszeit, Harvey D. Gibson.
Nach dem Tod von Henry Adams, einem der großen Einflüsse in ihrem Leben, am 27. März 1918 und dann dem ihrer Cousine Martha Lindsay am 28. April 1918, arrangierte sie einen weiteren Einsatz in Frankreich, um ihre in England lebende Tante zu besuchen. Martha Cameron Lindsay war das einzige Kind von J. Donald Cameron und seiner Frau Elizabeth Sherman Cameron und hatte 1909 Ronald Charles Lindsay geheiratet. In der Pariser Rotkreuz-Zentrale wurde sie Mitglied der Kommission und stellvertretende Kommissarin für Frankreich.
Nach ihrer Rückkehr nach Amerika im Sommer 1919 beschloss Lindsay, ihre Tätigkeit als Landschaftsgärtnerin aufzugeben. Nach einer Tätigkeit als Führungskraft in einer New Yorker Bank, gefolgt von Unternehmungen im Immobilienbereich, folgte die Mitarbeit im Wahlkampf des Republikaners Herbert Hoover für das Amt des Präsidenten.
Am 14. Juli 1924 heiratete sie Ronald Charles Lindsay, den Witwer ihrer Cousine, in der Kapelle von Stepleton House, in Blandford, Elizabeth Camerons Heimat in Dorset, England. Aus beiden Ehen von Ronald Lindsay gingen keine Kinder hervor.
Mit der Ernennung Lindsays zum Botschafter in den Vereinigten Staaten 1930 zog das Paar in den noch unvollständigen neuen britischen Botschaftskomplex und die Botschafterresidenz ein. Sie erlitt eine Koronarthrombose und war ein Jahr in Behandlung. Lindsay übernahm dann die Bepflanzung des Botschaftsgartens. Zu den langjährigen Freunden Lindsays in Washington gehörten die Blisses, Franklin Roosevelt und Eleanor Roosevelt, Alice Roosevelt Longworth und die Kongressabgeordnete Isabella Greenway.
Als Botschafter hatte Ronald Lindsay eine ungewöhnlich lange Amtszeit von neun Jahren in den Vereinigten Staaten. Er wollte im Dezember 1938 in den Ruhestand gehen, als er gebeten wurde, bis zum Besuch des Königs und der Königin vom 7. bis 12. Juni 1939 in seiner Position zu bleiben. Die königliche Gartenparty, die im Garten der Botschaft stattfand, wurde weithin als das begehrteste gesellschaftliche Ereignis in der Geschichte der Stadt angesehen.
Sir Ronald Lindsay segelte am 30. August 1939 nach England und landete am 3. September in England. Elizabeth Lindsay hatte geplant, ihm zu folgen, aber aufgrund des Zweiten Weltkriegs und der Reisebeschränkungen, die durch ihren eigenen schlechten Gesundheitszustand noch verstärkt wurden, war sie nicht in der Lage zu reisen. Sie baute sich ein Haus, genannt Lime House, auf rund 18 Hektar des alten Familienbesitzes, nachdem Eastover 1930 abgerissen worden war. Von dort aus arbeitete Lindsay für verschiedene Wohltätigkeitsorganisationen im Namen der Kriegsanstrengungen.
Lindsays gärtnerisches Leben wurde dadurch gewürdigt, dass zwei Pflanzen zu ihren Ehren benannt wurden. Im Jahr 1938 hatte die American Rose Society eine Sorte mit ihrem Namen (Hon. Lady Lindsay) angenommen. Der Flieder Lady Lindsay wurde  von T. A. Havemeyer gezüchtet und 1943 eingeführt.
Lindsays Asche wurde neben oder in der Nähe des Grabes ihrer Mutter auf dem Lake View Cemetery in Cleveland, Ohio, beigesetzt. Ihr Vater liegt ebenfalls in Lake View, begraben mit seiner zweiten Frau. Das Stepleton House aus dem 17. Jahrhundert befindet sich immer noch in Privatbesitz. Lindsays „Lime House“ auf Centre Island ist ebenfalls noch vorhanden.